# Patto franco-sovietico
Il patto franco-sovietico fu un trattato bilaterale stipulato fra la Francia e l'Unione Sovietica e firmato dal Primo Ministro francese Pierre Laval e dall'Ambasciatore sovietico Potëmkin a Parigi il 2 maggio 1935. Esso prevedeva la collaborazione fra i due Paesi in caso di un'aggressione proveniente da un Paese europeo, collaborazione che poteva spaziare dalla consultazione all'intervento militare. Esso venne rafforzato nel 1935 da un patto ceco-sovietico dal contenuto analogo . Il patto fu ratificato dal Parlamento francese solo il 27 febbraio 1936.

## Contenuto dell'accordo
L'obiettivo del patto, che non specificava l'identità dell'aggressore, era essenzialmente quello di garantirsi contro un attacco da parte della Germania nazista. Questa aveva infatti annunciato il 16 marzo precedente il ripristino della coscrizione obbligatoria, violando così parte del Trattato di Versailles.
In particolare, il patto prevedeva che:
- in caso di minaccia di aggressione contro l'URSS o la Francia, i due Paesi firmatari si sarebbero consultati per riaffermare il valore dell'art. 10 del Patto della Società delle Nazioni, facilitando così l'azione del Consiglio della Società stessa;
- se il Consiglio avesse deciso delle sanzioni contro un Paese europeo colpevole di aggressione contro una delle due Parti, l'altra le avrebbe fornito tutto il suo aiuto;
- se una di esse fosse stata attaccata senza provocazione da uno Stato europeo e se il Consiglio della Società delle Nazioni non fosse riuscito a prendere una decisione, l'altra potenza le avrebbe prestato "immediatamente aiuto ed assistenza".
Un protocollo speciale, infine, garantiva che, in caso di aggressione proveniente dalla Germania, il patto non sarebbe stato applicato se non fosse stata riconosciuta tale anche da Gran Bretagna ed Italia, che erano le garanti del Patto di Locarno.
Al patto franco-sovietico fece seguito un patto ceco-sovietico di analogo contenuto, firmato a Praga il 16 maggio seguente da Beneš e Alexandrovsky. Tuttavia, un protocollo annesso all'accordo subordinava l'applicazione delle misure di mutua assistenza previste in caso di aggressione all'aiuto prestato dalla Francia al Paese attaccato. In tal modo, se la Germania avesse attaccato la Cecoslovacchia, la Francia avrebbe avuto nei confronti di quest'ultima una doppia responsabilità, dal momento che era legata ad essa anche dal trattato di alleanza stipulato nel 1924 e rinnovato con gli accordi di Locarno: una mancata reazione francese avrebbe reso vano anche il trattato ceco-sovietico. Ciò si verificò puntualmente alla dissoluzione della Cecoslovacchia nel marzo del 1939.

## Portata e significato dell'accordo
L'accordo franco-sovietico - e del pari quello ceco-sovietico, in quanto la sua applicazione era subordinata all'azione politica francese - rientrava in quella prassi di tessere alleanze con i vicini orientali della Germania che contraddistinse la politica della Francia degli anni venti e trenta al fine di creare un proprio "sistema" in funzione antitedesca.

## Reazione tedesca e sue conseguenze
Il patto franco-sovietico, prevedendo un intervento militare francese a favore dell'Unione Sovietica, introduceva una terza eccezione al Patto di Locarno di mutua garanzia delle frontiere occidentali della Germania, eccezione non prevista dal Patto stesso. Hitler proclamò l'incompatibilità dell'alleanza franco-sovietica con gli impegni di Locarno e - perfettamente in linea con quanto previsto dal diritto internazionale - denunciò che questi ultimi erano decaduti e provvide a rimilitarizzare la Renania il 7 marzo 1936.

## Reazione italiana e sue conseguenze
La firma del patto franco-sovietico, assieme alla seguente stipula dell'accordo navale anglo-tedesco del 18 giugno, instillò in Mussolini il dubbio che Francia e Gran Bretagna cercassero la loro sicurezza nei confronti della riarmata Germania in accordi bilaterali con quest'ultima o con altre potenze, piuttosto che nel Fronte di Stresa con l'Italia costituitosi nell'aprile dello stesso anno. Questi sospetti nei confronti della Francia vennero confermati allorché quest'ultima, nonostante gli impegni presi con l'Accordo Mussolini-Laval del gennaio 1935 che avallava le mire italiane in Etiopia, si allineò con la Gran Bretagna nel condannare l'aggressione italiana all'Etiopia dell'ottobre 1935 votando in sede di Società delle Nazioni le sanzioni contro l'Italia. Questo "tradimento" francese affossò definitivamente la possibilità di una linea comune anglo-franco-italiano nei confronti della Germania nazista, provocando una crisi della politica estera italiana, preludio al riavvicinamento dell'Italia alla Germania. Tale crisi dei rapporti fra Italia e Francia spiega la mancata reazione italiana di fronte alla rimilitarizzazione della Renania operata da Hitler nel marzo del 1936; associata alla mancata reazione britannica, il sistema di Locarno, che aveva proprio nell'Italia e la Gran Bretagna i suoi garanti, andò definitivamente in pezzi.